# Azendohsaurus
Azendohsaurus is een geslacht van plantenetende Archosauromorpha dat 230 miljoen jaar geleden voorkwam tijdens het Midden- en Laat-Trias. Het leefde in het huidige Afrika.
Van de typesoort Azendohsaurus laaroussi is alleen een kaakfragment met enkele tanden, gevonden in Marokko, bekend. De soort werd voor het eerst beschreven in 1972 door J.M. Dutuit. Het geslacht werd aanvankelijk bij de dinosauriërs gerekend, maar later onderzoek wees uit dat het tot een andere vertakking binnen de Archosauromorpha hoort. Dit werd duidelijk aan de hand van materiaal van Azendohsaurus madagaskarensis, waarvan resten gevonden zijn in Madagaskar. De eerdere plaatsing onder de dinosauriërs is een gevolg van convergente evolutie, waarbij in dit geval de plantenetende eigenschappen van de Azendohsaurus sterke gelijkenissen vertonen met dinosauriërs.
De soort Azendohsaurus madagaskarensis was ongeveer twee tot vier meter lang en woog zo'n twintig tot vijftig kilogram. Het was een viervoetige herbivoor.